# Haynes International
Haynes International Inc. ist der Name einer US-amerikanischen Firma, mit Sitz in Kokomo (Indiana), die unter anderem gegen Korrosion hochbeständige Legierungen herstellt.

## Geschichte
Die Firma wurde 1912 von Elwood Haynes unter dem Namen Haynes Stellite Works in Kokomo, Indiana gegründet. In den späten 1880er Jahren experimentierte Haynes mit verschiedenen Legierungen, um einen korrosionsbeständigen Werkstoff herzustellen. Nach Entwicklung verschiedener Legierungen auf Basis von Nickel und Chrom, die er patentierte, gründete er 1912 eine Gießerei. 1920 wurde die Firma an Union Carbide verkauft. Heute ist Haynes International Inc. an der NASDAQ unter dem Kürzel HAYN notiert.
Im Februar 2024 wurde bekannt gegeben, dass Acerinox, über ihre US-Tochtergesellschaft North American Stainless, das Unternehmen für 970 Mio. Dollar übernehmen will.

## Produkte
Haynes ist insbesondere für seine Legierungen der Hastelloyreihe bekannt.